# Gígjökull
Le Gígjökull, terme islandais signifiant en français « le glacier du cratère », aussi appelé Falljökull, en français « la cascade de glace », est un glacier d'Islande constituant une langue glaciaire de l'Eyjafjallajökull.

## Caractéristiques
Le Gígjökull est un glacier de type tempéré et mesure 6,5 kilomètres de longueur pour 8,4 km2 de superficie. La glace qui l'alimente provient de l'Eyjafjallajökull, plus précisément de la caldeira sommitale qui s'ouvre en direction du nord en prenant la forme d'une vallée. La forte pente de cette vallée d'environ 1 450 mètres de dénivelé donne au Gígjökull l'aspect d'une cascade de glace au milieu de son parcours,. Cette cascade de glace mesure environ trois kilomètres de longueur pour un dénivelé d'environ un kilomètre soit une pente moyenne de 16° et d'au moins 25° au maximum. Cette caractéristique fait du glacier une destination appréciée pour l'escalade glaciaire.
Le front glaciaire du Gígjökull est en retrait progressif ce qui permet l'extension de son lac glaciaire, le lac Lónið, situé à ses pieds. Ce retrait s'est amorcé vers 1900 à la fin du petit âge glaciaire lorsque le glacier était à son extension maximale dont la position est indiquée par une moraine frontale d'environ 74 mètres de hauteur située contre le lac Lónið.

## Histoire

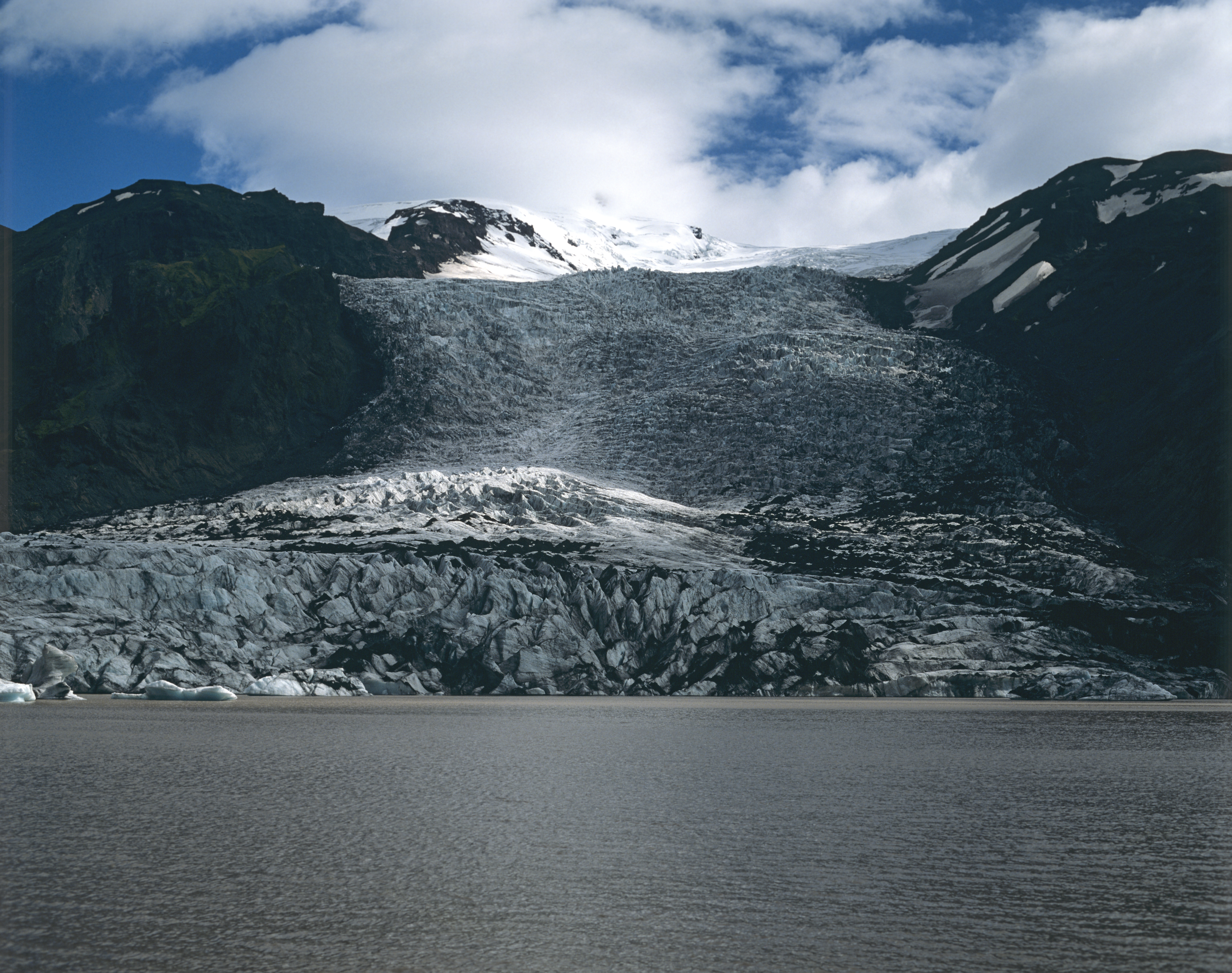
Vue du Gígjökull en juin 1977 alors qu'il était plus étendu à l'époque.

À la mi-avril 2010, c'est par le Gígjökull que s'évacue une partie des eaux de fonte de l'Eyjafjallajökull au cours de la seconde phase éruptive de l'éruption de l'Eyjafjöll,,. Un premier jökulhlaup se produit le 14 avril vers 7 h et il sera suivi par plusieurs autres inondations de moindre ampleur,. Cette eau est évacuée en direction du Markarfljót en transitant par le lac Lónið et le torrent Jökulsá situés en contrebas du front glaciaire du Gígjökull,,.
Ce scénario s'était déjà produit lors de la précédente éruption de l'Eyjafjöll entre 1821 et 1823,.